# Regelinda
Regelinda (alemão: Reg(e)lindis; c. 989 - 21 de março c. 1014/16), também conhecida como a "mulher polonesa sorridente", foi uma princesa polonesa da dinastia Piast e Margravina de Meissen de 1009 até sua morte por seu casamento com Herman I.

## Vida
Ela era filha do rei polonês Bolesław I, o Bravo, de seu terceiro casamento com Emnilda, filha de Dobromir, um príncipe eslavo (de acordo com alguns historiadores modernos na Lusácia).

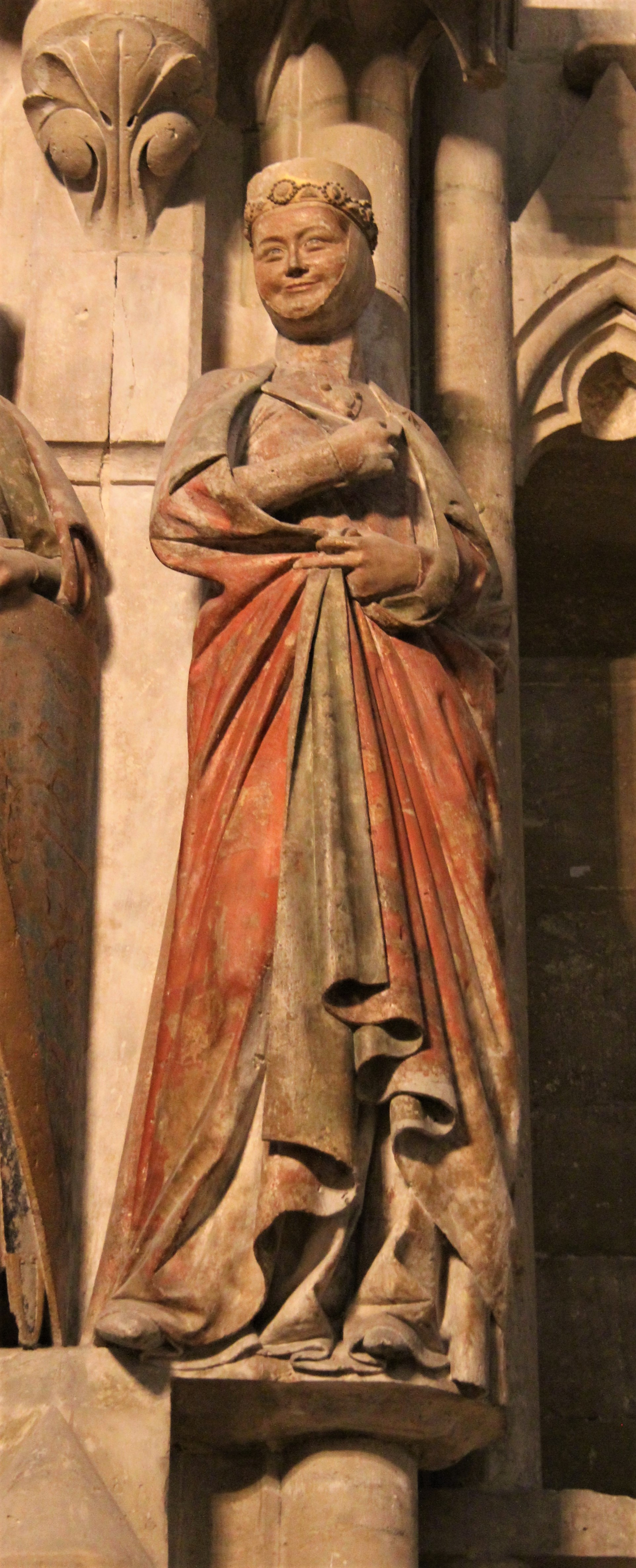
A estátua da Catedral de Naumburg do século XIII representando Regelinda

Regelinda se casou com Herman I logo depois que seu pai, Margrave Eckard I de Meissen, foi morto em 30 de abril de 1002. Embora o duque Bolesław tenha ocupado a Marcha da Lusácia e as terras Milceni, o casamento aproximou os Piasts poloneses e os margraves Ekkardiner. O novo rei Henrique II de Meissen nomeou o tio de Herman, Gunzelin Eckard, sucessor de, no entanto, em 1009, depôs-o e instalou Herman como Margrave de Meissen com Regelinda como sua consorte margravina. A aliança com o governante polonês foi renovada após a Paz de Bautzen de 1018, quando Bolesław se casou com a irmã de Herman, Oda.
A margravina é mais conhecida pela estátua do século 13 erguida na Catedral de Naumburg pelo Mestre de Naumburg, que mostra uma "mulher polonesa sorridente" (polonês: śmiejąca się Polka, alemão: Lächelnde Polin). Faz parte de um semicírculo de doze retratos de doadores no coro oeste, entre eles o irmão de Herman, Margrave Eckard II, e sua esposa Uta, embora existam algumas pesquisas que questionem sua identificação.
Seu ano exato de morte é desconhecido. Ela morreu por volta de 1014 ou 1016, mas também se especula que ela poderia ter vivido até 1030.